# Загатка (Чернігівський район)
Зага́тка — село в Україні, у Михайло-Коцюбинській селищній громаді Чернігівського району Чернігівської області. Населення становить 123 осіб. До 2018 орган місцевого самоврядування — Дніпровська сільська рада.

## Географія
На південно-західній околиці села витікає з Дніпра річка Старик.

## Назва
Назва села походить від слова «гатити», оскільки поблизу цього села в давнину укріплювався берег Дніпра за допомогою сплетених з лози ромбоподібних комірок, у які накладалися привозні камені. Це давало змогу сплавляти по Дніпру ліс навіть у повінь.

## Історія
12 червня 2020 року, відповідно до розпорядження Кабінету Міністрів України № 730-р «Про визначення адміністративних центрів та затвердження територій територіальних громад Чернігівської області», увійшло до складу Михайло-Коцюбинської селищної громади.
19 липня 2020 року, в результаті адміністративно-територіальної реформи та ліквідації Чернігівського району (1923—2020) Чернігівської області, увійшло до складу новоутвореного Чернігівського району.

## Розташування
Село розташоване на березі Дніпра. На півдні межує із Повідовом, на півночі із Дніпровським.